# Elecciones municipales de San Martín de 1966
Las elecciones municipales de San Martín de 1966 se llevaron a cabo el 13 de noviembre de 1966 para elegir al alcalde y al Concejo Provincial de San Martín para el periodo 1967-1969. La elección se celebró simultáneamente con elecciones municipales en todo el país.

## Sistema electoral
La Municipalidad Provincial de San Martín es el órgano administrativo y de gobierno de la provincia de San Martín. Está compuesta por el alcalde y el Concejo Provincial.
La votación del alcalde y el concejo se realiza en base al sufragio universal alfabeto, que comprende a todos los ciudadanos nacionales y no nacionales mayores de veintiún años, empadronados y residentes en la provincia de San Martín y en pleno goce de sus derechos políticos.
El Concejo Provincial de San Martín está compuesto por 9 concejales elegidos por sufragio directo para un período de tres (3) años, en forma conjunta con la elección del alcalde (quien lo preside). La votación es por lista cerrada y bloqueada. Se asigna a cada lista los escaños según el método d'Hondt.

## Composición del Concejo Provincial de San Martín
La siguiente tabla muestra la composición del Concejo Provincial de San Martín antes de las elecciones.
| Partidos | Partidos                                                    | Concejales |
| -------- | ----------------------------------------------------------- | ---------- |
|          | Alianza Acción Popular - Democracia Cristiana               | 5          |
|          | Coalición Partido Aprista Peruano - Unión Nacional Odriísta | 4          |

## Partidos y candidatos
A continuación se muestra una lista de los principales partidos y alianzas electorales que participaron en las elecciones:
| Candidatura | Candidatura | Partidos y alianzas | Candidatos | Candidatos            | Ideología                                           | Resultado previo | Resultado previo | Ref. |
| Candidatura | Candidatura | Partidos y alianzas | Candidatos | Candidatos            | Ideología                                           | Votos (%)        | Con.             | Ref. |
| ----------- | ----------- | --- | ---------- | --------------------- | --------------------------------------------------- | ---------------- | ---------------- | ---- |
|             | AP–DC       | Lista - Alianza Acción Popular - Democracia Cristiana (AP–DC) – Acción Popular (AP) – Partido Demócrata Cristiano (DC)                          |            | José Chu Ríos         | Liberalismo Humanismo Democracia cristiana          | 53.93%           | 5                |      |
|             | APRA–UNO    | Lista - Coalición Partido Aprista Peruano - Unión Nacional Odriísta (APRA–UNO) – Partido Aprista Peruano (APRA) – Unión Nacional Odriísta (UNO) |            | Lionel Flores Sánchez | Aprismo Conservadurismo social Populismo de derecha | 46.07%           | 4                |      |

## Resultados

### Sumario general
|                        |                                                                        |              |              |              |            |            |
| Partidos y coaliciones | Partidos y coaliciones                                                 | Voto popular | Voto popular | Voto popular | Concejales | Concejales |
| Partidos y coaliciones | Partidos y coaliciones                                                 | Votos        | %            | +/−          | Total      | +/−        |
|                        | Alianza Acción Popular - Democracia Cristiana (AP–DC)                  | 5,050        | 55.52        | +1.59        | 5          | ±0         |
|                        | Coalición Partido Aprista Peruano - Unión Nacional Odriísta (APRA–UNO) | 4,046        | 44.58        | –1.59        | 4          | ±0         |
|                        |                                                                        |              |              |              |            |            |
| Total                  | Total                                                                  | 9,096        |              |              | 9          | ±0         |
|                        |                                                                        |              |              |              |            |            |
| Votos válidos          | Votos válidos                                                          | 9,096        | 95.48        | +1.28        |            |            |
| Votos en blanco        | Votos en blanco                                                        | 218          | 2.29         | –1.23        |            |            |
| Votos nulos            | Votos nulos                                                            | 213          | 2.24         | –0.05        |            |            |
| Votos emitidos         | Votos emitidos                                                         | 9,527        | n/a          | n/a          |            |            |
| Abstenciones           | Abstenciones                                                           | n/d          | n/a          | n/a          |            |            |
| Votantes registrados   | Votantes registrados                                                   | n/d          |              |              |            |            |
|                        |                                                                        |              |              |              |            |            |
| Fuente:                |                                                                        |              |              |              |            |            |

## Elecciones municipales distritales

### Resultados por distrito
La siguiente tabla enumera el control de los distritos de la provincia de San Martín. El cambio de mando de una organización política se resalta del color de ese partido.
| Distrito             | Alcalde(sa) titular                                         | Partido político                                            | Partido político                                            | Alcalde(sa) electo(a)       | Partido político | Partido político   |
| -------------------- | ----------------------------------------------------------- | ----------------------------------------------------------- | ----------------------------------------------------------- | --------------------------- | ---------------- | ------------------ |
| Alberto Leveau       | Juan Fasanando Panaifo                                      |                                                             | Alianza AP-DC                                               | Alfredo Tananta del Águila  |                  | Alianza AP-DC      |
| Biavo                | Elías López Bardales                                        |                                                             | Coalición APRA-UNO                                          | Adolfo Ushiñahua Torres     |                  | Coalición APRA-UNO |
| Buenos Aires         | Cristóbal Ushiñahua Rengifo                                 |                                                             | Coalición APRA-UNO                                          | Mauro Ruiz Ushiñahua        |                  | Coalición APRA-UNO |
| Cacatachi            | Jorge Ríos Flores                                           |                                                             | Alianza AP-DC                                               | José Inga Sánchez           |                  | Alianza AP-DC      |
| Caspizapa            | Hildebrando García Velásquez                                |                                                             | Coalición APRA-UNO                                          | Marcial Caballero Ushiñahua |                  | Alianza AP-DC      |
| Chazuta              | Ulises Amacifen Arévalo                                     |                                                             | Alianza AP-DC                                               | Ernesto Saurin Chasnamote   |                  | Coalición APRA-UNO |
| Chipurana            | Víctor Pérez Torrejón                                       |                                                             | Alianza AP-DC                                               | Tulio Pérez Torrejón        |                  | Alianza AP-DC      |
| El Porvenir          | Octavio Araujo Calampa                                      |                                                             | Coalición APRA-UNO                                          | Gustavo Orbe Paredes        |                  | Alianza AP-DC      |
| Huimbayoc            | Benedicto Orbe Mego                                         |                                                             | Alianza AP-DC                                               | Eulogio Rodríguez Tenazoa   |                  | Alianza AP-DC      |
| Juan Guerra          | Julián del Águila Grandez                                   |                                                             | Alianza AP-DC                                               | Victoriano Paredes Ramírez  |                  | Coalición APRA-UNO |
| La Banda de Shilcayo | Áurea Paredes Vildózola                                     |                                                             | Alianza AP-DC                                               | Áurea Paredes Vildózola     |                  | Alianza AP-DC      |
| Morales              | Felipe Yap Mendez                                           |                                                             | Coalición APRA-UNO                                          | Hermógenes León de los Ríos |                  | Coalición APRA-UNO |
| Papaplaya            | Gabriel Grandez Calderón                                    |                                                             | Alianza AP-DC                                               | Mardonio Sánchez Falcón     |                  | Alianza AP-DC      |
| Picota               | Agustín Jorge del Águila                                    |                                                             | Coalición APRA-UNO                                          | Luis Vega Guevara           |                  | Coalición APRA-UNO |
| Pilluana             | Walter Pinchi Pinchi                                        |                                                             | Coalición APRA-UNO                                          | Bensimon Pinchi Sangama     |                  | Coalición APRA-UNO |
| Pucacaca             | Absalón Tuesta García                                       |                                                             | Coalición APRA-UNO                                          | Óscar Reátegui Rojas        |                  | Alianza AP-DC      |
| San Antonio          | Elidergio López Alva                                        |                                                             | Coalición APRA-UNO                                          | Julio García Vega           |                  | Coalición APRA-UNO |
| San Cristóbal        | Emilio Paima Urquia                                         |                                                             | Alianza AP-DC                                               | Manuel Pinchi Fasanando     |                  | Alianza AP-DC      |
| San Hilarión         | Elipcio Cachique Caballero                                  |                                                             | Alianza AP-DC                                               | Abel Peñaherrera Soto       |                  | Alianza AP-DC      |
| Sauce                | Juan García del Águila                                      |                                                             | Coalición APRA-UNO                                          | Waldemar Panduro García     |                  | Coalición APRA-UNO |
| Shamboyacu           | Creación del distrito (Ley N° 15407, 29 de enero de 1965)   | Creación del distrito (Ley N° 15407, 29 de enero de 1965)   | Creación del distrito (Ley N° 15407, 29 de enero de 1965)   | Alfonso Chistama Paredes    |                  | Coalición APRA-UNO |
| Shapaja              | Víctor Ruiz Barrios                                         |                                                             | Alianza AP-DC                                               | Octavio Pereira Sánchez     |                  | Alianza AP-DC      |
| Tingo de Ponasa      | Noelia García Vela                                          |                                                             | Coalición APRA-UNO                                          | Manuel Marina Arévalo       |                  | Coalición APRA-UNO |
| Tres Unidos          | Creación del distrito (Ley N° 15435, 19 de febrero de 1965) | Creación del distrito (Ley N° 15435, 19 de febrero de 1965) | Creación del distrito (Ley N° 15435, 19 de febrero de 1965) | Pablo Mozombite Sangama     |                  | Coalición APRA-UNO |